# Michael Steinbrecher

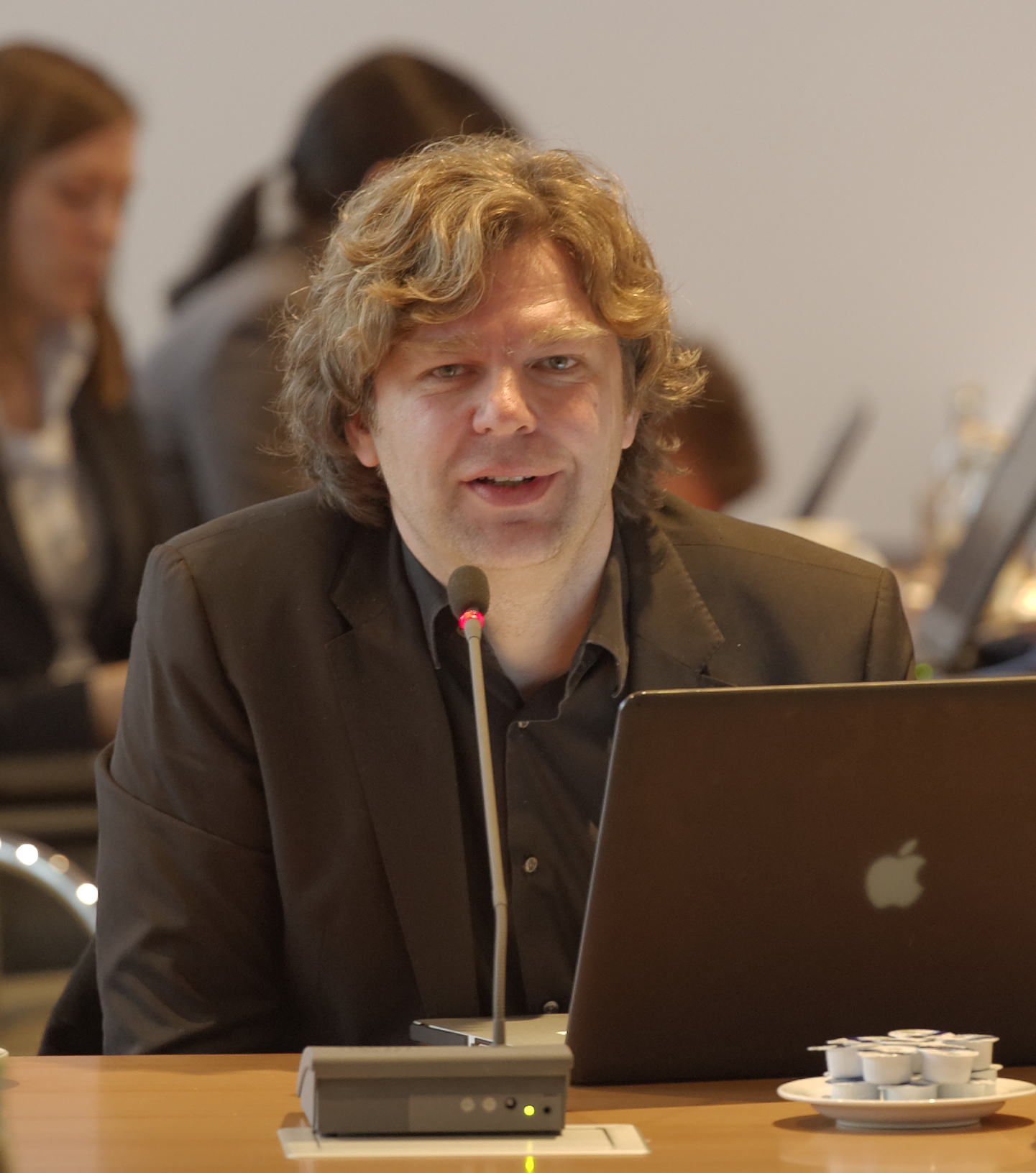
Steinbrecher auf der Pressekonferenz zur Verkündung der Grimme-Preis-Träger (2013)

Michael Steinbrecher (* 20. November 1965 in Dortmund) ist ein deutscher Journalist, Fernsehmoderator und Professor für Fernseh- und Videojournalismus.

## Leben

### Ausbildung und journalistische Laufbahn
Michael Steinbrecher wuchs in Lünen-Brambauer auf. Nach dem Abitur am Freiherr-vom-Stein-Gymnasium in Lünen nahm er 1985 an der Universität Dortmund ein Studium der Journalistik auf. Im Rahmen eines Volontariats kam Steinbrecher 1987 zum ZDF und moderierte bis 1992 die Sendung Doppelpunkt.
Zusammen mit Markus Commercon drehte er 1994 die Reportage Für mich soll’s rote Rosen regnen. Nach der Moderation von Doppelpunkt wechselte er 1992 zum Aktuellen Sportstudio, bei dem er mehr als zwei Jahrzehnte blieb und nach Dieter Kürten die zweitlängste Moderationszeit hatte. Im Juni 2013 kündigte Steinbrecher an, die Moderation des Sportstudios aufzugeben, und moderierte am 24. August 2013 seine 320. und letzte Sendung.
Nebenher war er für das ZDF bei Fußball-Welt- und Europameisterschaften sowie Olympischen Spielen als Moderator und ist darüber hinaus als Regisseur für diverse Filme für 37 Grad im Einsatz. Steinbrecher moderierte die Grimme-Preisverleihungen 2012, 2013 und 2014.

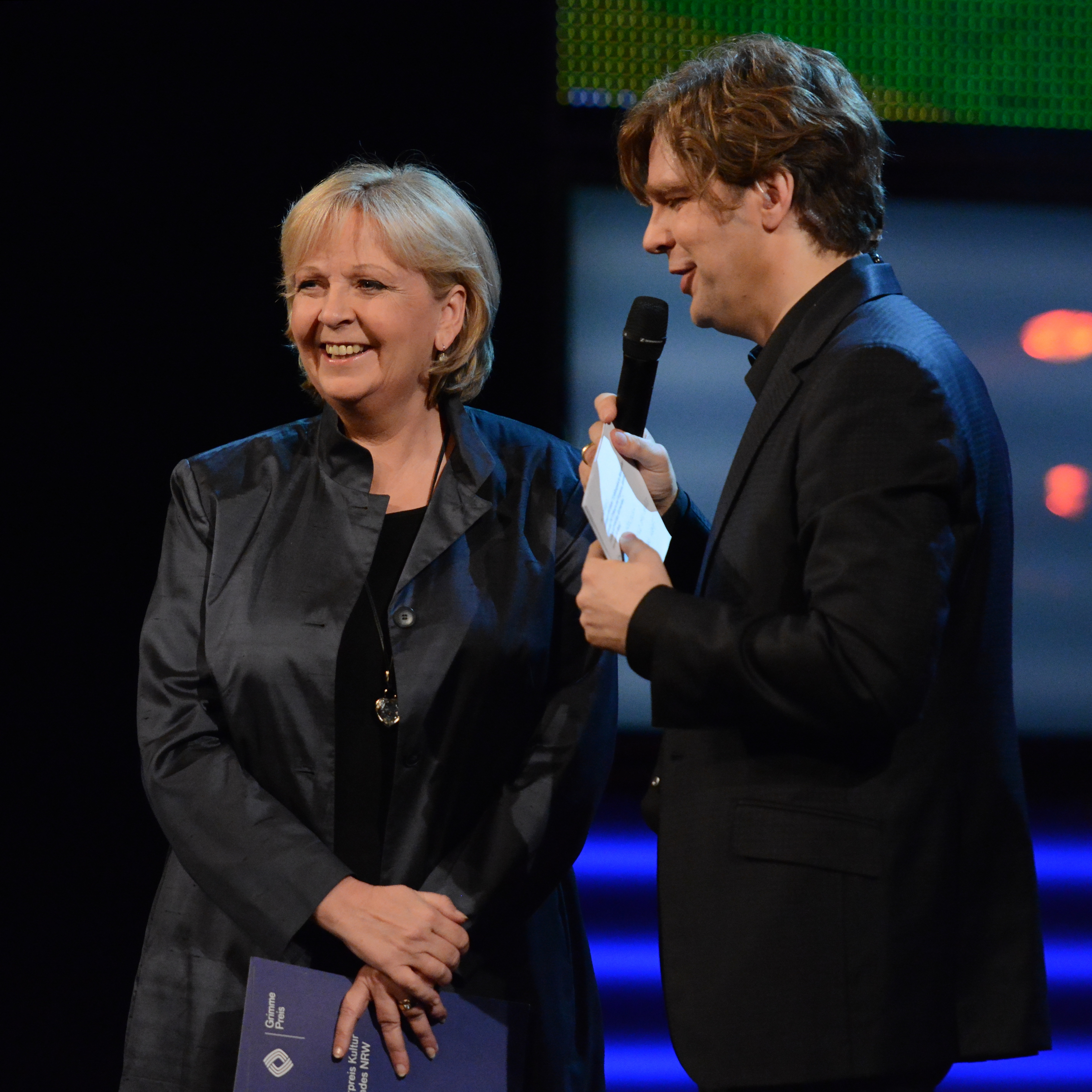
Steinbrecher mit Hannelore Kraft bei der Grimme-Preis-Verleihung (2014)

Im Jahr 2008 wurde er mit einer Arbeit über TV-Programmgestaltung bei Olympia im Netz olympischer Abhängigkeiten an der TU Dortmund promoviert. Seit 2009 lehrt er dort als Professor für Fernseh- und Videojournalismus am Institut für Journalistik und ist als Sendeleiter für den landesweiten TV-Lernsender nrwision verantwortlich.
Seit Januar 2015 moderiert Steinbrecher die Talkshow Nachtcafé des SWR.

### Sportliche Laufbahn
Steinbrecher spielte in der Jugend Fußball bei Borussia Dortmund und war seit 1984 Amateurspieler bei Westfalia Herne in der Oberliga, damals die dritthöchste Liga in Deutschland. Seinen Plan, Profifußballer zu werden, gab er auf, als ihm angeboten wurde, die neue ZDF-Jugendsendung Doppelpunkt zu moderieren.
- 1976–1983: Jugendspieler bei Borussia Dortmund
- 1983/1984: Borussia Mönchengladbach
- 1984–1987: Amateuroberligaspieler beim VfB Waltrop, Westfalia Herne und der Hammer SpVg

## Weitere Engagements
Seit Januar 2010 ist Steinbrecher Pate des Kinderhospizes Bethel für sterbende Kinder. Er unterstützt als Botschafter die Initiative Respekt! Kein Platz für Rassismus.

## Auszeichnungen
- 1989: Adolf-Grimme-Preis mit Bronze für Doppelpunkt: Mein Sohn ist schwul (stellvertretend für das gesamte Team)
- 1989: Jakob-Kaiser-Preis (Doppelpunkt: „Ich hatte die Schnauze voll“. Junge Flüchtlinge aus der DDR berichten über Erfahrungen und Erwartungen)
- 1989: Journalistenpreis der Deutschen AIDS-Stiftung für (Doppelpunkt: Ich bin infiziert – ich brauche Dich)
- 1990: Civis – Europas Medienpreis für Integration (Doppelpunkt: Mein Land, Dein Land – ist Deutschland nur für Deutsche da?)
- 1992: Telestar (Moderator Das aktuelle Sport-Studio)
- 1996: TV-Sportjournalist des Jahres
- 2000: Fußball-Moderator des Jahres
- 2005: Sportredaktion des Jahres
- 2007: Sport Bild-Award für das aktuelle sportstudio
- 2015: getAbstract International Book Award für das Buch „Update - warum die Datenrevolution uns alle betrifft“, gemeinsam mit einem Co-Autor.[9]
- 2025: Alexis de Tocqueville Award für Demokratieforschung der World Association for Public Opinion Research (WAPOR), gemeinsam mit seinen Co-Autoren, darunter Günther Rager.[10]

## Persönliches
Steinbrecher ist verheiratet und hat einen Sohn.

## Veröffentlichungen
- Meinung, Macht, Manipulation – Journalismus auf dem Prüfstand. Westend, Frankfurt am Main 2017, ISBN 978-3-86489-165-6.
- Der Kampf um die Würde – Was wir vom wahren Leben lernen können. Verlag Herder, Freiburg 2019, ISBN 978-3-451-38199-7.
- Nachtcafé: Wendepunkte – Wenn plötzlich alles anders wird. Klöpfer & Meyer Verlag, Tübingen 2017, ISBN 978-3-86351-428-0.